# Surbakti
Surbakti is een bestuurslaag in het regentschap Karo van de provincie Noord-Sumatra, Indonesië. Surbakti telt 2110 inwoners (volkstelling 2010).